# تشارلز كروس (لاعب كرة قدم)
تشارلز كروس (بالإنجليزية: Charles Cross)‏ هو لاعب كرة قدم بريطاني، (ولد في كوفنتري في المملكة المتحدة 1900  م). لعب مع كريستال بالاس وكوفنتري سيتي ووولفرهامبتون واندررز.